# Friedrich Walter (Politiker)
Friedrich Walter (* 23. Juli 1924 in Ingelfingen; † 17. November 1985 in Türkenfeld) war ein deutscher Politiker (SPD).
Walter besuchte die Volksschule und das Deutsche Gymnasium in Eichstätt, 1943 verließ er dieses mit dem Kriegsreifevermerk. Im selben Jahr nahm er mit der Luftwaffe am Zweiten Weltkrieg teil, 1945 wurde er dabei schwer verwundet und geriet in russische sowie US-amerikanische Kriegsgefangenschaft, aus der er im Juli 1945 entlassen wurde. Anschließend besuchte er einen Sonderkurs an der Oberschule in Ingolstadt, um das ordentliche Abitur zu erlangen.
Von 1946 an studierte er Rechtswissenschaften in München, 1949 legte er dort das erste juristische Staatsexamen ab und arbeitete als Gerichtsreferendar am Amtsgericht und am Landgericht in München. 1951 verfasste er seine Dissertation, zwei Jahre später bestand er die große Staatsprüfung mit der Befähigung zum Richteramt und zum höheren Verwaltungsdienst. Er begann als Regierungsassessor bei der Regierung von Oberbayern, dort war er für Gemeindefinanzen und das Kulturreferat zuständig. Wenig später wurde er an den Bayerischen Verwaltungsgerichtshof versetzt, dort fungierte er als Referent des Präsidenten und war im Bausenat und Beamtensenat tätig. 1955 wurde Walter zum Regierungsrat und Hilfsreferenten im Bayerischen Staatsministerium für Unterricht und Kultus ernannt, ihm oblag der Bereich Rechtsbereinigung. Nach einer kurzen Tätigkeit bei der Bayerischen Vertretung in Bonn leistete er seinen Außendienst am Landratsamt in Berchtesgaden ab. 1962 wurde er zum Oberregierungsrat ernannt und zur Staatsanwaltschaft München beim Verwaltungsgericht München versetzt, 1969 übernahm er dort die Leitung.
Nachdem der Abgeordnete Josef Ruttmann am 2. September 1970 aus dem Bayerischen Landtag ausgeschieden war, rückte Walter nach und vertrat den Wahlkreis Oberbayern ab dem 16. September 1970. Er gehörte dem Landtag bis zum 20. November 1970 an. Später war er Erster Staatsanwalt am Landgericht München I. 1983 trat er in den Ruhestand, doch erhielt er noch im Jahr darauf die Zulassung Rechtsanwalt am Amtsgericht Fürstenfeldbruck sowie den Landgerichten München I und München II.